# Ван (город, Франция)
Ван, или  Ванн (фр. Vannes, брет. Gwened) — город на северо-западе Франции, находится в регионе Бретань, префектура департамента Морбиан, центр округа Ван и кантонов Ван-1, Ван-2 и Ван-3. Расположен в 110 км к юго-западу от Ренна и к северо-западу от Нанта, в месте впадения рек Марль и Венсен в залив Морбиан. В Ване начинается национальная автомагистраль N166. В северной части города находится железнодорожная станция Ван линии Савене—Ландерно.
Население (2019) — 53 719 человек.

## История
Название Vannes происходит от венетов, приморского кельтского племени, проживавшего в юго-западной части Арморики до вторжения римлян в Галлию. Венеты активно торговали с соседями-бриттами; весомой составляющей этой торговли было зерно, выращенное на Ближнем Востоке. Свидетельством этого являются галльские и белгские монеты примерно 150 г. до н. э., обнаруженные в устье Темзы.
В 56 году до н. э. венеты были разбиты римским флотом в районе нынешнего поселка Локмарьякер (Битва при Морбиане); многие венеты были либо убиты, либо проданы в рабство. На их территории римляне построили город, который назвали Дариоритум (Dariorigum). В V—VII веках оставшиеся галлы были вытеснены или ассимилированы волнами иммигрантов-бриттов, спасавшихся от вторжений саксов в Британию. Под Бретонским названием Гвенед (также производным от венетского) город был центром независимого герцогства или королевства, называвшегося Бро-Венед или Бро-Эрег (на бретонском «Ваннете» или «земля Гверега», по имени одного из его первых правителей Вароха I (Гверега), считавшего себя потомком Карадога Сухорукого. В V веке была основана епархия Вана, в 461 году прошел Ванский собор. При короле Юдикаэле (около 635 года) Бро-Венед был присоединен к королевству Домнония. Ванн служил резиденцией герцогов Бретонских; позже здесь заседал парламент Бретани.

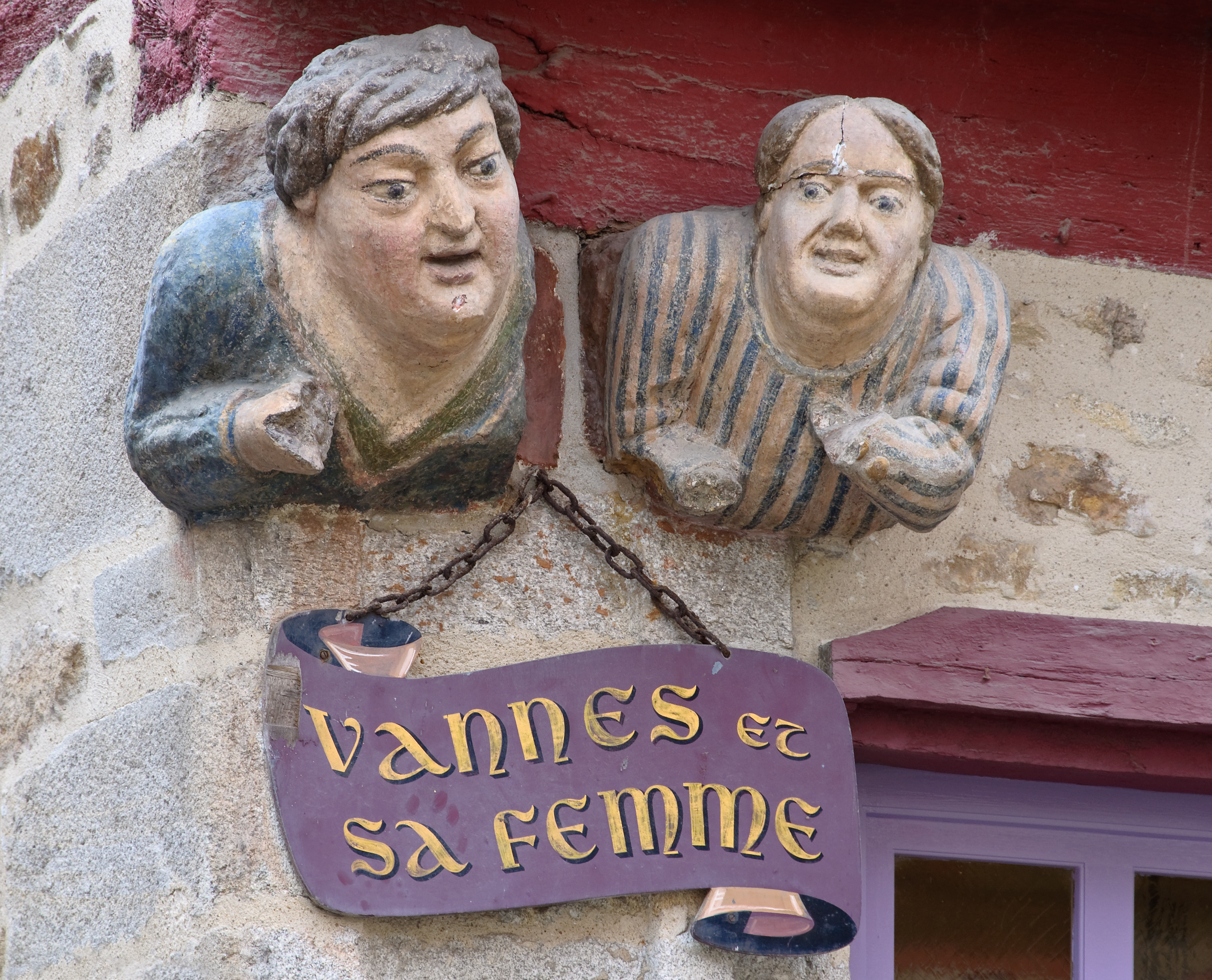
Ваннец и его жена

В 753 году король франков Пипин Короткий разгромил бретонцев и занял Ван. Для сдерживания бретонцев, он организует буферную зону, Бретонскую марку, территорию поздних графств Ренн, Нант, Ван и часть Мэна. Ван стал одной из столиц новой марки. В сентябре 818 года король франков Людовик I Благочестивый собрал в Ване большую армию, с которой выступил против бросившего ему вызов короля Бретани Морвана. При герцоге Номиноэ Ван — один из главных городов герцогства Бретань. Частично разрушенный во время нашествий норманнов в X веке, город пережил много осад, прежде чем стать любимой резиденцией герцогов Жана V и Жана VI.
В 1342 году во время Войны за бретонское наследство Ван четыре раза осаждался войсками обеих сторон. Командующий городской обороной Оливье де Клиссон IV был взят в плен англичанами, но затем освобожден. Французы сочли, что выкуп за освобождение был необычайно низким и казнили его по обвинению в измене.
В 1759 году Ван использовался как плацдарм для французского вторжения в Британию. Была собрана большая армия, но она так и не смогла выйти в море после поражения французского флота в сражении в бухте Киброн в ноябре 1759 года. В 1795 году, во время Великой Французской революции, французские войска, базирующиеся в Ване, успешно предотвратили запланированное вторжение роялистов при поддержке Англии.

## Достопримечательности
- Крепостная стена с башнями — система городских укреплений, возведенная и перестраиваемая в период III-XVII веков. Часть стены, в основном на севере и западе, была снесена в XIX веке; сохранились южная и восточная части крепостной стены, вдоль городского парка
- Кафедральный собор Святого Петра XV-XVI веков, сочетание готики и романского стиля; собор находится внутри крепостных стен
- Барочная церковь Святого Патерна XVIII-XIX веков
- Шато-Гайяр — здание XV века, бывшая резиденция парламента Бретани; сейчас в нем находится музей истории и археологии
- Здание мэрии — особняк конца XIX века в стиле неоренессанс
- Шато Эрмин (отель Лагорк) XVIII века в стиле неоклассика, бывшая частная резиденция; сейчас — институт культуры Бретани
- Фахверковые дома XV-XVI веков в старом городе
- Музей изящных искусств Вана
- Городской парк у крепостной стены
- Скульптура «Ваннец и его жена», один из символов города — гранитная скульптура на стене фахверкового дома XVI века, изображающая мужскую и женскую фигуры

## Экономика
Основу экономики Вана составляет третичный сектор экономики («сфера услуг»). Развивается туризм, благодаря природе залива Морбиан и многочисленным историческим памятникам в городе и его окрестностях. Промышленность представляют в основном пищевые и перерабатывающие предприятия. Также много предприятий, занимающихся производством морских судов и приспособлений для яхт, катеров, катамаранов и пр. Далее по удельному весу идут строительство, сельское хозяйство и рыболовство. Научные исследования проводятся в Университете Южной Бретани.
Структура занятости населения:
- сельское хозяйство — 0,2 %
- промышленность — 6,4 %
- строительство — 5,1 %
- торговля, транспорт и сфера услуг — 48,2 %
- государственные и муниципальные службы — 40,0 %

Уровень безработицы (2018) — 15,9 % (Франция в целом —  13,4 %, департамент Морбиан — 12,1 %). 

Среднегодовой доход на 1 человека, евро (2018) — 22 540 (Франция в целом — 21 730, департамент Морбиан — 21 830).

## Демография
Динамика численности населения, чел.

## Администрация
Пост мэра Вана с 2011 года занимает Давид Робо (David Robo). На муниципальных выборах 2020 года возглавляемый им правый блок победил в 1-м туре, получив 50,92 % голосов (из шести блоков).
| Период | Период | Фамилия          | Партия                                                | Примечания |
| ------ | ------ | ---------------- | ----------------------------------------------------- | --- |
| 1945   | 1965   | Франсис Декер    | Народно-республиканское движение                      | фотограф, член Генерального совета департамента                                                                           |
| 1965   | 1977   | Раймон Марселлен | Независимые республиканцы                             | адвокат, президент Генерального совета департамента, президент Регионального совета Бретани, сенатор, министр (1962-1974) |
| 1977   | 1983   | Поль Шапель      | Союз за французскую демократию                        | преподаватель письма, депутат Национального собрания Франции, член Генерального совета департамента                       |
| 1983   | 2001   | Пьер Павек       | Союз за французскую демократию                        | член Генерального совета департамента                                                                                     |
| 2001   | 2004   | Франсуа Гулар    | Союз за народное движение                             | специалист в области государственного управления, депутат Национального собрания Франции                                  |
| 2004   | 2006   | Норбер Троше     | Союз за народное движение                             | работник фармацевтической отрасли                                                                                         |
| 2006   | 2011   | Франсуа Гулар    | Союз за народное движение                             | специалист в области государственного управления, депутат Национального собрания Франции                                  |
| 2011   |        | Давид Робо       | Союз за народное движение Республиканцы Разные правые | социальный работник, член Регионального совета Бретани                                                                    |

## Города-побратимы
- Монс, Бельгия (1952)
- Куксхафен, Германия (1963)
- Фэрем[англ.], Великобритания (1967)
- Баруэли[англ.], Мали
- Валбжих, Польша (2001)

## Знаменитые уроженцы
- Франциск I (1414-1450), герцог Бретани
- Огюст Адольф Бийо (1805-1863), адвокат и политический деятель
- Поль Эллё (1859-1927), художник и гравёр
- Ален Рене (1922-2014),  кинорежиссёр, сценарист, продюсер и актёр, классик французского киноискусства
- Женевьева Ас (1923–2021), художница

## Галерея

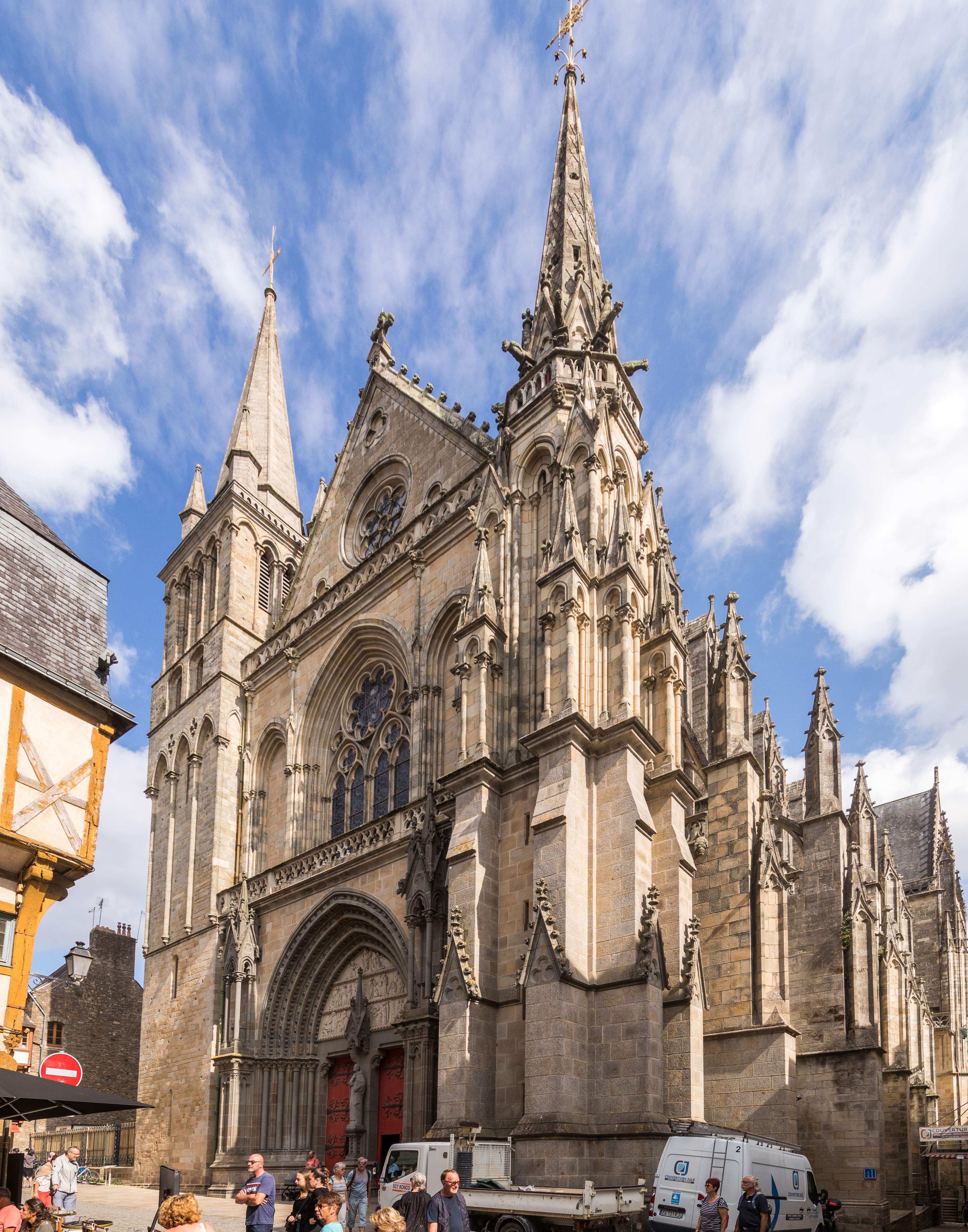
Кафедральный собор Святого Петра
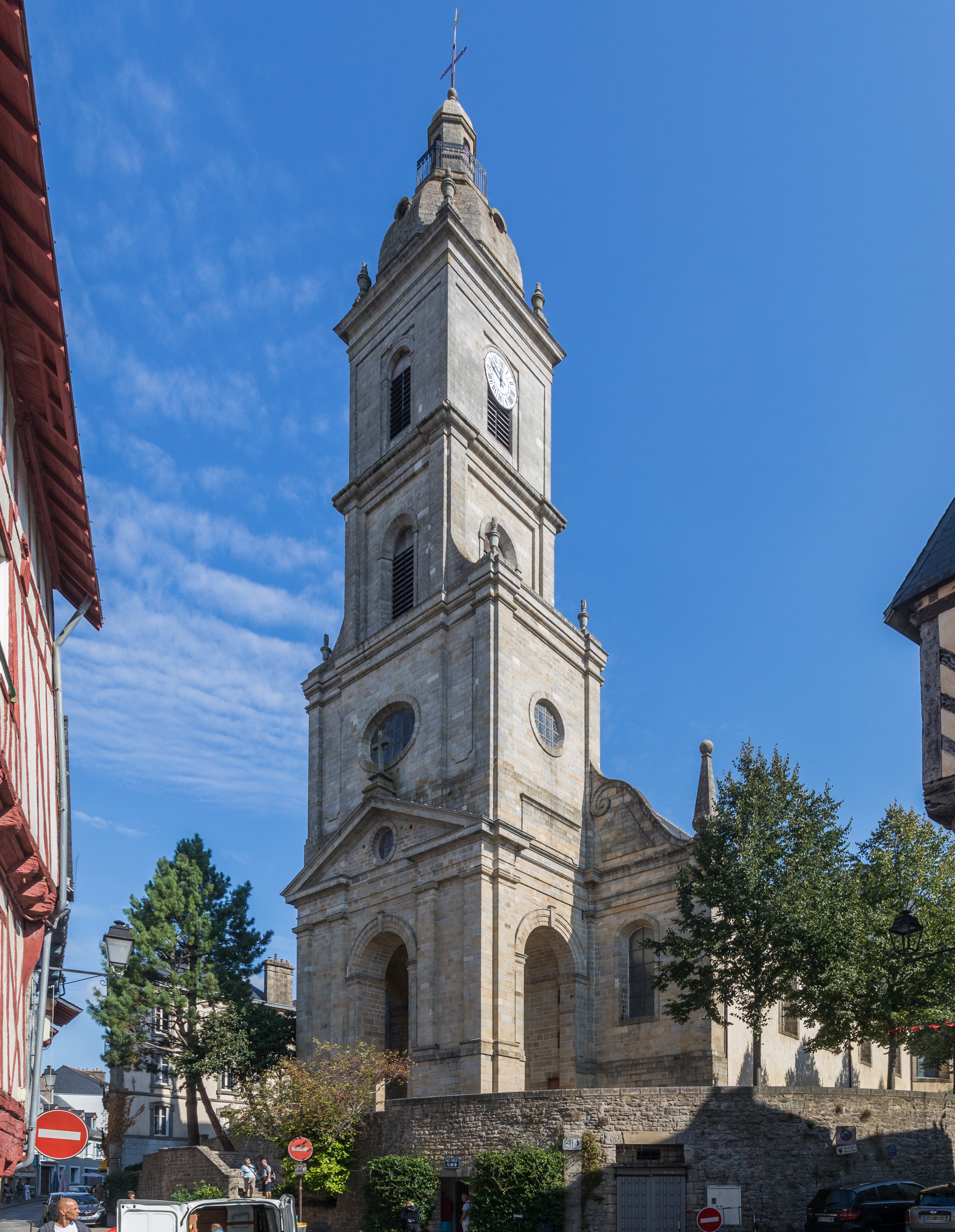
Церковь Святого Патерна
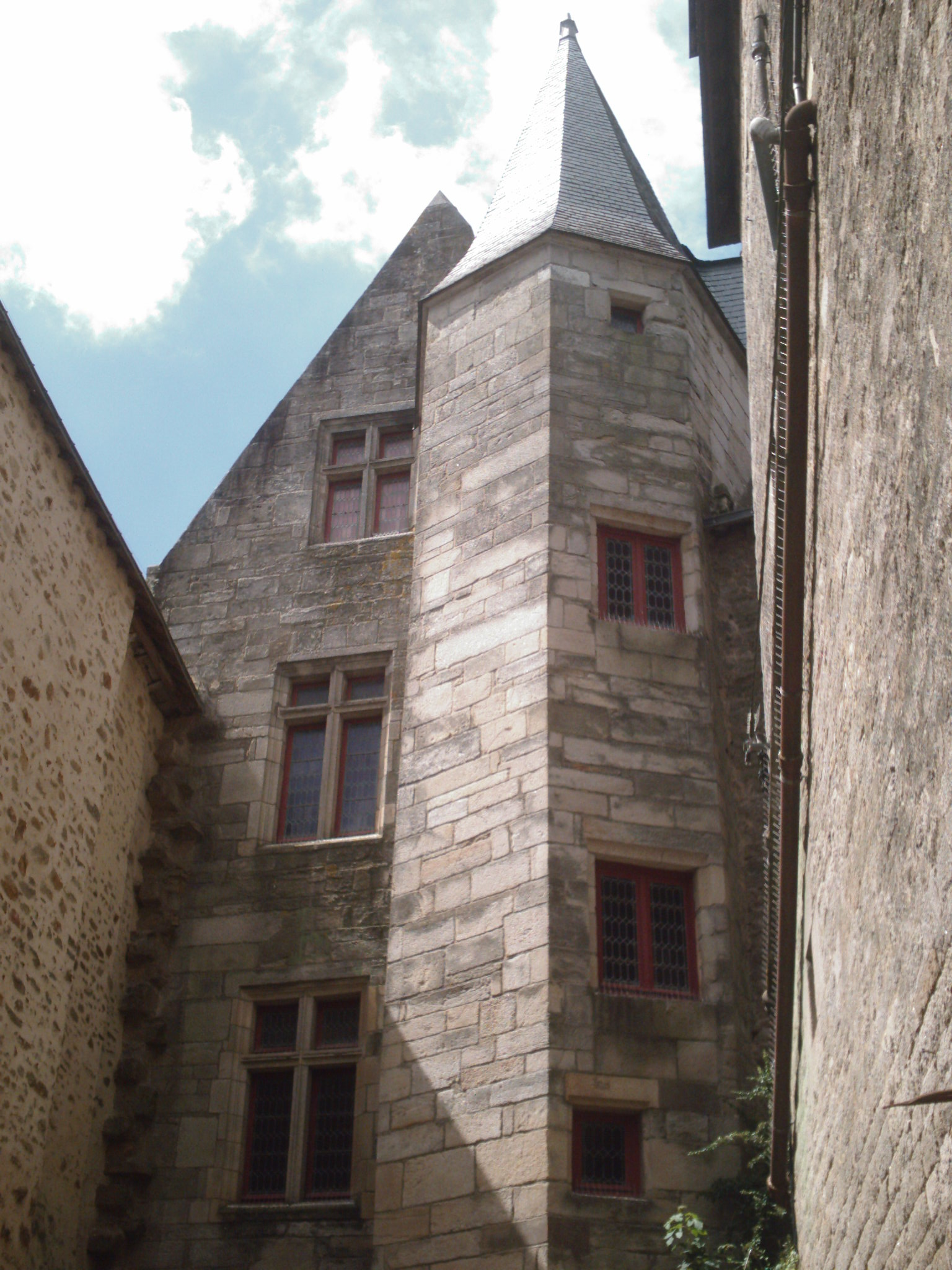
Шато-Гайяр
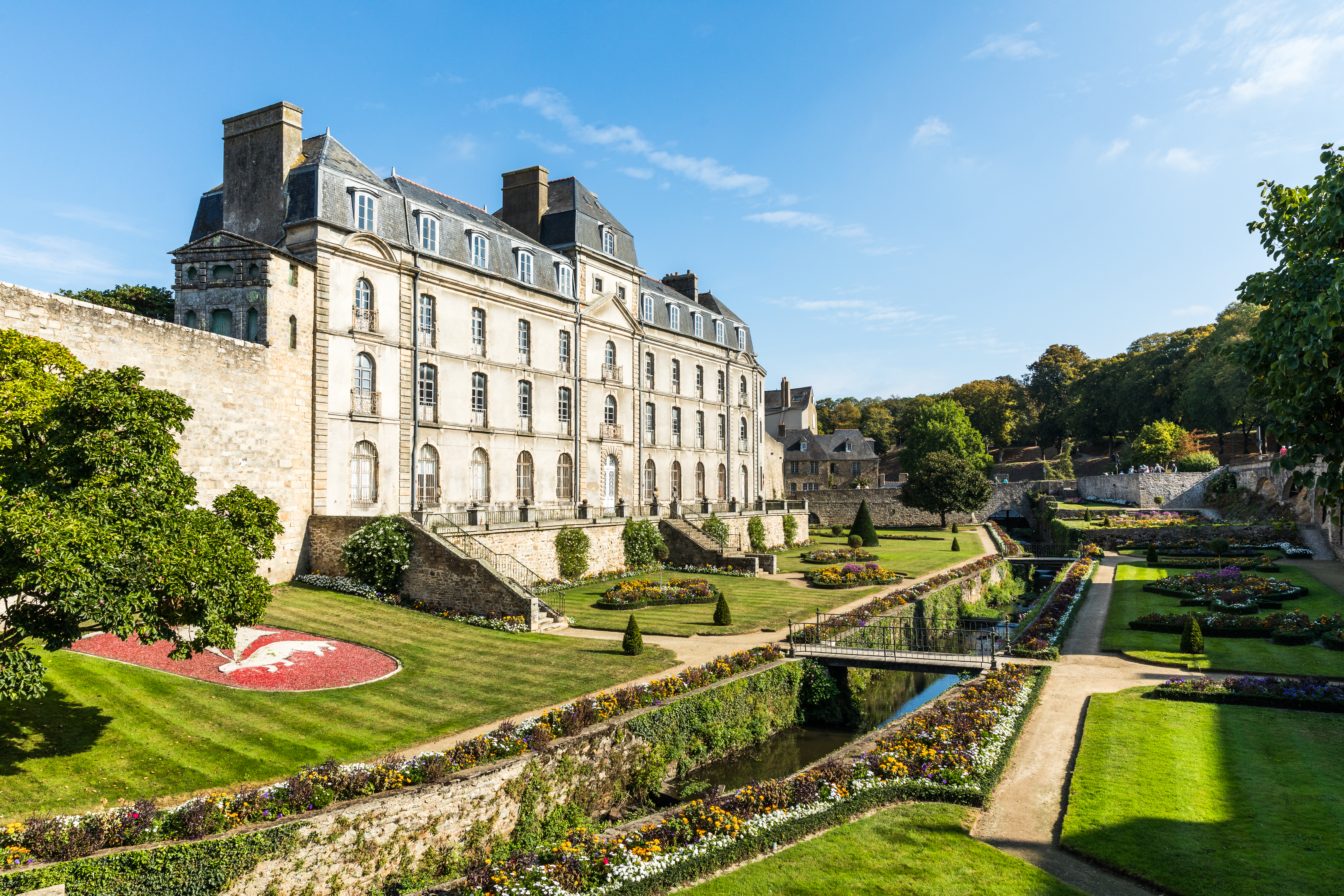
Шато Эрмин
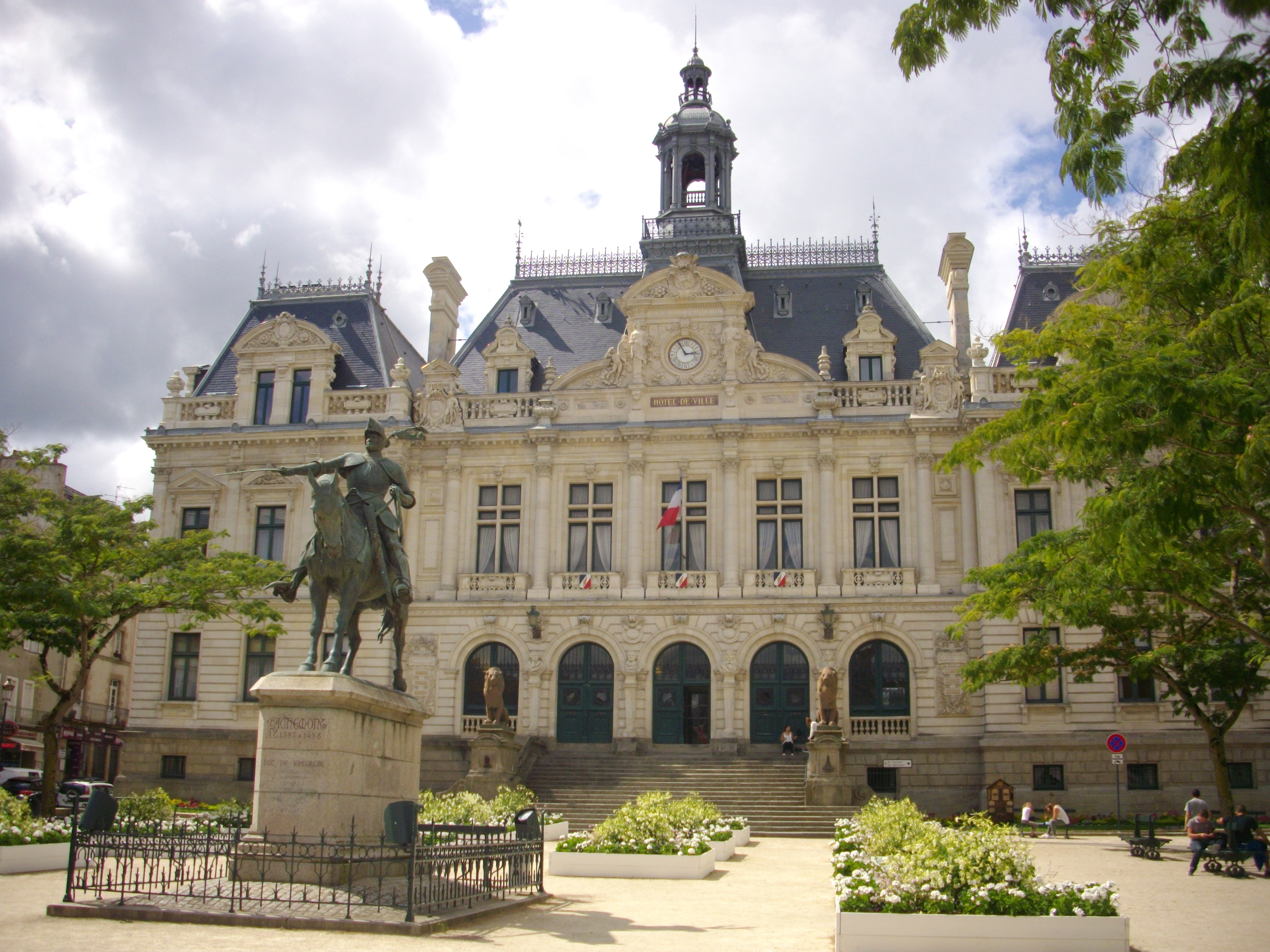
Здание мэрии
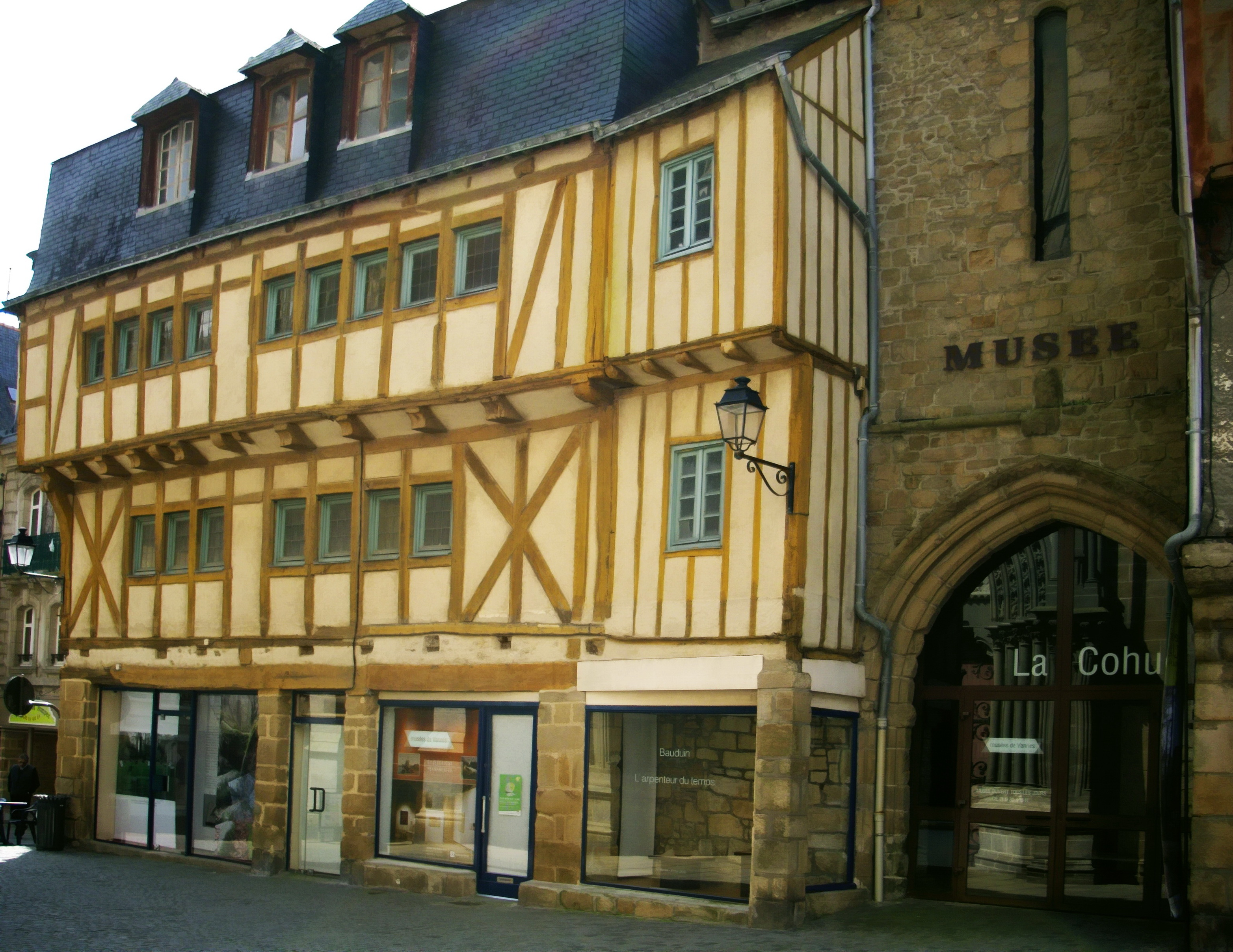
Музей изящных искусств
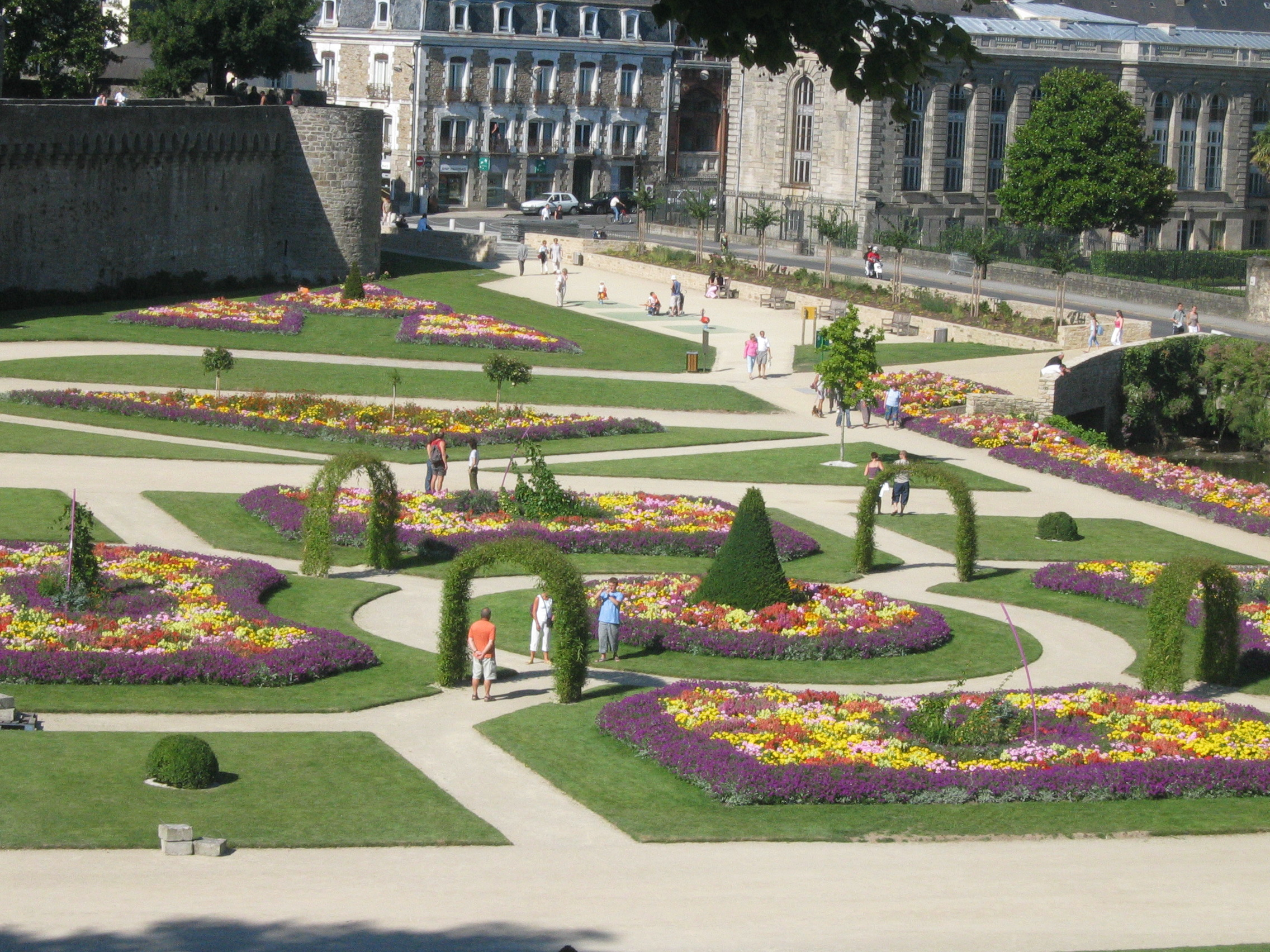
Парк у крепостной стены
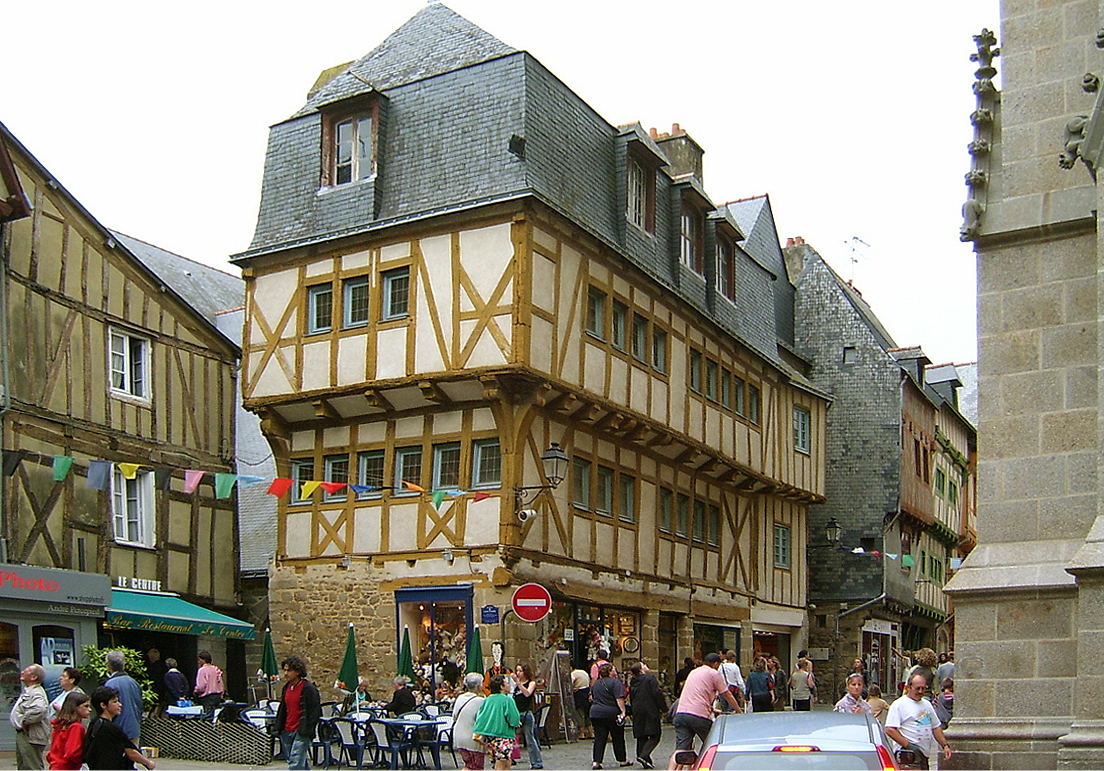
Улица старого города
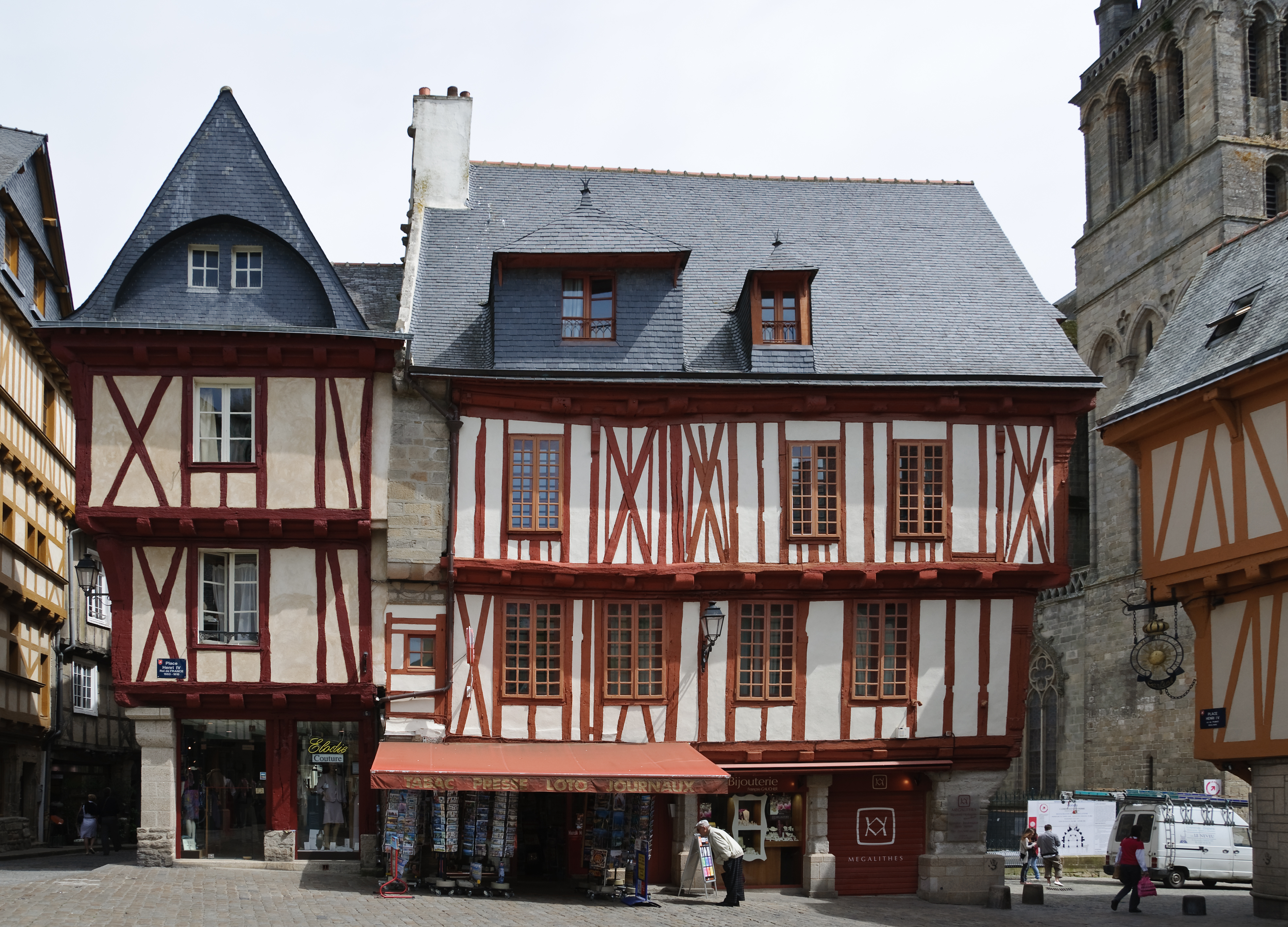
Площадь Генриха IV
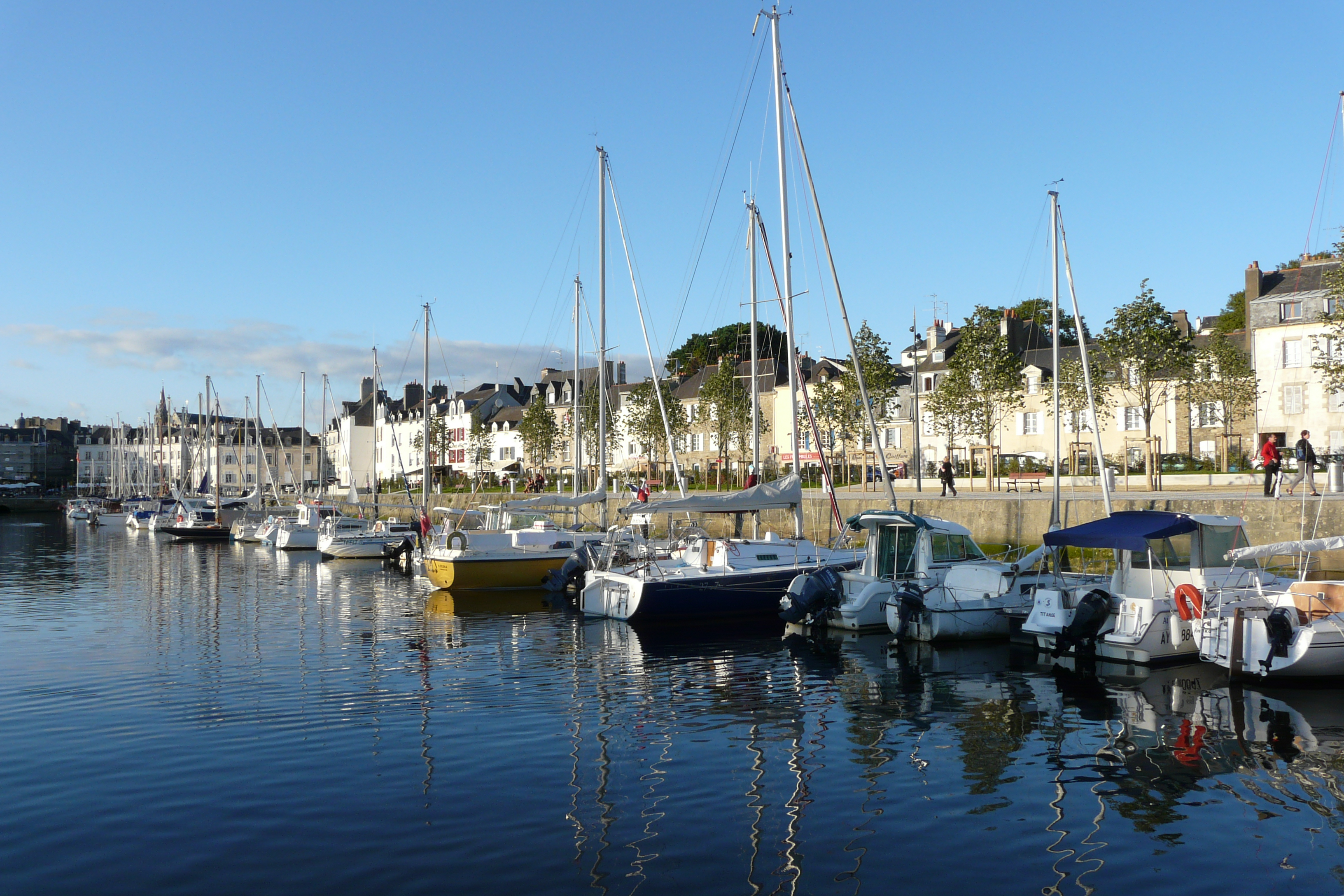
Порт